# Nocticola adebratti
Nocticola adebratti es una especie de cucaracha del género Nocticola, familia Nocticolidae. Fue descrita científicamente por Roth en 1994.
Habita en Malasia.